# Liturgusidae
Liturgusidae — невелика родина богомолів, поширених у Північній та Південній Америці. Традиційно до родини відносили богомолів з тропічних країн по всьому світу, які мешкали на  корі дерев мали захисне забарвлення під колір кори, а також пласку форму тіла з виростами, що нагадують мохи або лишайники. 
Після ревізії родини протягом 2010-х років неамериканські роди було перенесено до інших родин, а власне родина налічує 2 триби з 5 родами:
- Триба Hagiomantini містить єдиний рід Hagiomantis Serville, 1839
- Триба Liturgusini містить рід Liturgusa Saussure, 1869, а також виділені з нього Свенсоном у 2014 році роди Corticomantis, Fuga, Velox.

## Історія таксону
Назву Liturgusinae запропонував Джильйо-Тос у 1919 році для підродини родини богомолові. Беєр (1964) також розглядав її як підродину. За системою Ерманна й Руа (2002) до родини Liturgusidae відносили 17 родів, представники яких були поширені в усіх тропічних зонах та відсутні в Палеарктиці.
Окрім наявних в родині після ревізії 2014-2019 років родів, інші роди були переміщені деінде: 
- Ciulfina, Calofulcinia та Stenomantis з Австралії та Нової Гвінеї переміщені до Nanomantidae
- Dactylopteryx, Theopompella і Zouza з тропічної Африки переміщені до Dactylopterygidae
- Gonatista та Gonatistella з Карибського регіону переміщені до Epaphroditidae
- Humbertiella, Paratheopompa та Theopompa з Азії переміщені до Gonypetidae
- Liturgusella, Majanga та Majangella з Мадагаскару переміщені до Majangidae
- Mellierella та Scolodera з Австралії переміщені до підродини Mellierinae у складі родини богомолові